# Attalea vitrivir
Attalea vitrivir är en enhjärtbladig växtart som beskrevs av Scott Zona. Attalea vitrivir ingår i släktet Attalea och familjen Arecaceae. Inga underarter finns listade i Catalogue of Life.